# Rodzina patchworkowa
Rodzina patchworkowa (ang. blended family) – nazywana również rodziną zrekonstruowaną lub wielorodzinną. Powstaje w wyniku ponownego zakładania rodzin przez jednego lub oboje rodziców po rozwodzie lub owdowieniu. Składa się z dwojga partnerów posiadających dzieci ze swoich poprzednich związków i często również posiadających dziecko z nowego związku.

## Definicje
W zależności od źródła informacji definicje patchworkowe mogą się różnić.
- W oficjalnym spisie NSP rodzina patchworkowa jest nazywana rodziną zrekonstruowaną i definiuje ją związek małżeński lub partnerski posiadający jedno lub większą liczbę dzieci, z których co najmniej jedno nie jest wspólnym dzieckiem partnerów. Podkreślone jest, że dziecko to może być naturalnym lub adoptowanym dzieckiem jednego z partnerów[1].
- W definicji rodziny patchworkowej, którą opisuje Linda Stone w swojej książce „Pokrewieństwo i płeć kulturowa”[2] w definiowaniu rodziny patchworkowej, składającej się z rodziców i przybranych dzieci najważniejsze jest wybór krewnych. Jest to kluczowy element tworzący rodzinę patchworkową ze względu na dużą liczbę członków nowej rodziny.

Rodziny zrekonstruowane są bardzo różnorodne pod względem form życia rodzinnego, przynależność do takiej rodziny nie jest zdefiniowana jasno ani pod względem biologicznym ani prawnym.

## Charakterystyka rodzin patchworkowych
Określenie relacji rodzinnych w rodzinach patchworkowych jest równie trudne, jak określenie ich statusu prawnego. Członkowie rodzin zrekonstruowanych doświadczają wielu zjawisk i relacji, które nie dotyczą np. rodzin nuklearnych. W rodzinach patchworkowych dzieci odczuwają przynależność często do więcej niż jednej rodziny, posiadają więcej niż dwie pary dziadków (czasami nawet trzy lub cztery).
Przybrani rodzice, jeśli nie zdecydują się na adoptowanie dziecka nowego partnera, nie mają do niego żadnych praw rodzicielskich, jednak często wychowują je i dzielą z nimi miejsce zamieszkania, odpowiadają za nie. Adopcja często nie jest jednak możliwa ze względu na drugiego rodzica, który pomimo rozwodu wciąż posiada prawa rodzicielskie.
Problematyczne są role macochy i ojczyma, którzy nie mają wyznaczonych definitywnie ról społecznych, ale jednocześnie istnieje wiele negatywnych stereotypów, które ich dotyczą. Zwykle gorsza rola przypada macochom, których negatywna ocena wynika z postaci przedstawianych w literaturze, kulturze popularnej, telewizji itd.
Charakterystyczne cechy rodzin zrekonstruowanych, różniące je od rodzin nuklearnych według badań Aliny Dobosz-Sztuby:
1. Członkowie rodziny zrekonstruowanej zwykle utracili bliską sobie osobę przez śmierć lub przez rozpad małżeństwa. Ten traumatyzujący fakt bardzo silnie na nie wpływa i może utrudniać prawidłowe nawiązanie nowych związków wewnątrzrodzinnych.
2. W rodzinie zrekonstruowanej jedno z rodziców dziecka nie żyje lub jest osobą rozwiedzioną i mieszka oddzielnie, często też ma nową rodzinę. A zatem każde dziecko w rodzinie zrekonstruowanej ma przy sobie tylko jednego biologicznego rodzica, przy czym mieszkający oddzielnie rodzic biologiczny zachowuje współodpowiedzialność za wychowanie swojego dziecka, mimo że większy zakres czynności opiekuńczych i wychowawczych przypada na co dzień rodzicowi przybranemu.
3. Przynależność do rodziny zrekonstruowanej nie jest jasno zdefiniowana – ani ze względu na więzy biologiczne, ani też regulacje prawne. Stąd dzieci z rodzin zrekonstruowanych są członkami więcej niż jednej wspólnoty rodzinnej – mają na przykład trzy pary (albo i cztery) babć i dziadków.
4. Pozycje prawne obydwojga rodziców rozłożone są asymetrycznie. Rodzic przybrany nie posiada praw rodzicielskich wobec dziecka swojego partnera. Dzieci i ich przybrane rodzeństwo nie są ze sobą spokrewnione.
5. Oprócz ról przypadających z tytułu więzi biologicznych, w rodzinie zrekonstruowanej mamy do czynienia z rolami nabytymi, dla których nie istnieją jasno określone, jednoznaczne modele społeczne. Chodzi tu o role macochy i ojczyma.
6. Rodzina zrekonstruowana na ogół nie jest akceptowana przez członków rodzin rdzennych, ponieważ zarówno rozwód, jak i zawarcie nowego związku małżeńskiego, zwykle spotyka się z ich dezaprobatą.
7. Członkowie rodziny zrekonstruowanej nie posiadają żadnej historii, muszą ją dopiero wspólnie tworzyć.

## Status prawny
W 2002 po raz pierwszy w historii spisów NSP rodziny zrekonstruowane zostały uwzględnione. Ustalono liczbę rodzin z dziećmi, w których tylko jedno z opiekunów jest naturalnym rodzicem przynajmniej jednego dziecka. Badanie zostało zlecone przez ONZ i Unię Europejską w związku z obserwowaną nietrwałością rodzin. Na podstawie przeprowadzonych badań i zebranych informacji ustalono, że:
- w 107,7 tys. rodzin przynajmniej jedno z dzieci nie było dzieckiem wspólnym aktualnych opiekunów; 73,3 tys. omawianych rodzin stanowiły małżeństwa, a 34,4 tys. partnerzy z dziećmi.

- W miastach żyło 70,3 tys. (tj. 65,2%) rodzin zrekonstruowanych, a na wsi 37,4 tys.
- W omawianych rodzinach wychowywało się 226,7 tys. dzieci w wieku poniżej 18 lat, z tego 130,6 tys. (tj. 57,6%) stanowiły dzieci, dla których była to rodzina zrekonstruowana. Pozostałe dzieci były dziećmi wspólnymi małżonków lub partnerów.
- Największą grupę dzieci żyjących z jednym rodzicem naturalnym i drugim przybranym – 56,3% stanowiły dzieci w przedziale wieku 7–14 lat oraz w wieku 15–17 lat – 25,7%. Znacznie mniej było dzieci w wieku 3–6 lat – 12,8% oraz w wieku 0–2 lat – 5,2%. Może to oznaczać, że większość rodzin zrekonstruowanych powstaje wtedy, gdy dzieci są w wieku szkoły podstawowej[1].

Na podstawie badań Zbigniewa Strzeleckiego przeprowadzonych w latach dziewięćdziesiątych odkryto zmianę jaka zaszła w Polsce jeśli chodzi o zawieranie powtórnych małżeństw. W latach sześćdziesiątych podstawową grupę mężczyzn zawierających powtórne związki małżeńskie stanowili:
- wdowcy 41%
- rozwiedzeni 32%

W przypadku kobiet
- wdowy 31%
- rozwiedzione 25%

Natomiast w latach dziewięćdziesiątych osoby zawierające nowe związki stanowiły przeważnie osoby rozwiedzione: 57% mężczyzn i 51% kobiet.
Zofia Wasilkowska w swoim opracowaniu badawczym stwierdziła, że rodziny zrekonstruowane wywołują wiele problemów natury społecznej, majątkowej i prawnej. Stwierdziła, że rodzina zrekonstruowana poddana jest jak gdyby podwójnej regulacji prawnej. Z jednej strony aktualne małżeństwo korzysta z pełnej ochrony prawnej przez polskie prawo rodzinne, a z drugiej strony rozwód nie likwiduje wszystkich skutków prawnych poprzedniego małżeństwa, zwłaszcza w przypadku kiedy partnerzy posiadają dziecko z poprzedniego małżeństwa.

## Etymologia
Patchwork to produkt wykonany metodą zszywania wielu różnych kawałków materiału, najczęściej o geometrycznych kształtach. W odniesieniu do rodziny ma on oznaczać połączenie się różnych członków rodzin w jedną funkcjonującą komórkę społeczną jaką jest rodzina.

## Rodzina patchworkowa w antropologii społecznej
Tematyka dotycząca rodziny patchworkowej jest ważnym elementem dyskusji poruszanych w zakresie antropologii społecznej i antropologii rodziny. Jest podstawą do rozważań na temat tworzenia się relacji rodzinnych, powstawania więzi oraz tworzenia się zasad pokrewieństwa. Ważnym elementem, który iniciują rodziny patchworkowe w dyskusji na temat antropologii rodziny są rozważania na temat pokrewieństwa wyobrażonego oraz wagi więzi biologicznych. O znaczeniu wyboru krewnych dla członków rodziny patchworkowej pisze między innymi Linda Stone, która podkreśla jak ważny jest to wybór, z uwagi na zatracenia ważności więzów krwi w przypadku takich rodzin. Wielu współczesnych badaczy, zwłaszcza reprezentujących kierunek feministyczny, zajmuje się tematyką rodzin współczesnych m.in. właśnie rodzin patchworkowych. Tematyka ta jednak nie jest jeszcze opisana całościowo zwłaszcza w antropologii polskiej. Jest to wciąż rozwijający się kierunek badań.